# Marianne Mair
Marianne Mair (5 giugno 1989) è un'ex sciatrice alpina tedesca specialista dello slalom speciale.

## Biografia
Slalomista pura attiva in gare FIS dal novembre del 2004, la Mair in Coppa Europa esordì il 20 gennaio 2005 a Lenggries, senza classificarsi, e conquistò il primo podio il 7 novembre 2008 nella gara indoor di Neuss (2ª). Il 14 dicembre 2008 esordì in Coppa del Mondo a La Molina, dove non si qualificò per la seconda manche.  Nel 2009 ottenne il suo ultimo podio in Coppa Europa, il 28 gennaio a Götschen (2ª), e il suo miglior piazzamento di carriera in Coppa del Mondo, il 29 novembre ad Aspen (12ª); a fine stagione risultò vincitrice della classifica di specialità della Coppa Europa.
Disputò la sua ultima gara nel massimo circuito internazionale a Flachau il 12 gennaio 2010, senza classificarsi, e si ritirò in occasione di una gara FIS a Parpan il 30 dicembre dello stesso anno. In carriera non prese parte né a rassegne olimpiche né iridate.

## Palmarès

### Coppa del Mondo
- Miglior piazzamento in classifica generale: 100ª nel 2009

### Coppa Europa
- Miglior piazzamento in classifica generale: 13ª nel 2009
- Vincitrice della classifica di slalom speciale nel 2009
- 3 podi:
  - 3 secondi posti